# Хау, Джеффри
Ричард Эдвард Джеффри Хау, барон Хау из Аберавона (англ. Richard Edward Geoffrey How, Baron Howe of Aberavon; 20 декабря 1926[…], Порт-Толбот, Гламорган — 9 октября 2015[…], Уорикшир, Западный Мидленд) — британский государственный деятель, член консервативной партии. Министр иностранных дел (1983—1989), заместитель премьер-министра Великобритании (1989—1990).

## Биография
Окончил Винчестерский колледж и юридический факультет кембриджского Тринити Холла. С 1946 по 1948 гг. служил лейтенантом в войсках британской разведки в Восточной Африке. В 1952 г. ему было предоставлена возможность заниматься адвокатской деятельностью, а в 1965 году стал членом Тайного совета.
В 1960 году он был назначен председателем Bow Group, мозгового центра молодых консерваторов-модернизаторов, также редактировал журнал «Арбалет».
С 1964 по 1966 год представлял в Палате общин избирательный округ Бебингтон. Являлся представителем оппозиции по труду и социальным вопросам (1965—1966). В дальнейшем избирался в Палату общин от округов Райгейт (1970—1974), Восточный Суррей (1974—1992).
В 1970 году политик был посвящён в рыцари и назначен Генеральным солиситором Англии и Уэльса в кабинете Эдварда Хита, одновременно он был одним из двух королевских адвокатов Англии и Уэльса. В 1974—1974 годах занимал должность министра торговли и потребления.
В период нахождения консерваторов в оппозиции (1974—1979) рассматривался в качестве одного из главных конкурентов Маргарет Тэтчер в борьбе за партийное лидерство. После её победы становится канцлером казначейства в теневом правительстве страны. Считается «духовным отцом» новой экономической политики, которая была сформулирована в мини-манифесте оппозиции под названием «Правильный подход в экономике». Глава казначейства от Лейбористской партии Денис Хили в ответ назвал нападки оппозиции «бешеной атакой мёртвой овцы».
После прихода к власти консерваторов стал политиком, дольше всех занимавшим министерские посты в кабинете Маргарет Тэтчер:
В 1979—1983 годах — канцлер казначейства. Считается архитектором успешной антиинфляционной политики правительства. На этом посту предпринимал радикальные меры для оздоровления системы государственных финансов и либерализации экономики. В частности, произошёл переход от прямого к косвенному налогообложению, была разработана модель среднесрочного финансового планирования, отменён валютный контроль и созданы зоны предпринимательства, свободные от налогов.
В 1983—1989 годах — министр иностранных дел и по делам Содружества Великобритании. На этом посту проводил курс на тесную координацию внешней политики своей страны с векторов, задаваемым Соединёнными Штатами. Был убеждённым сторонником укрепления НАТО и развернул дипломатическое наступление против стран Варшавского договора по выполнению Хельсинкских соглашений (1975) в части соблюдения прав человека и основных прав на свободу передвижения. В 1984 г. провёл переговоры с КНР о передаче Гонконга Китаю. 
Однако постепенно его взаимоотношения с Тэтчер стали ухудшаться, в первую очередь потому, что он в отличие от премьер-министра являлся сторонником тесной европейской интеграции. Также были серьёзные противоречия по поводу отношения к режиму апартеида в ЮАР. Серьёзным ударом для Хау стало решение Тэтчер перевести его в 1989 г. с поста министра иностранных дел на должность своего заместителя и лидера Палаты общин, к тому же выяснилось, что, осуществив эту перестановку, Тэтчер почти перестала приглашать его на наиболее важные совещания.
В 1989—1990 годах — совмещал обязанности лидера Палаты общин и заместителя премьер-министра Великобритании.
1 ноября 1990 года покинул занимаемые им посты после того, как Тэтчер отказалась согласовать сроки присоединения Великобритании к единой европейской валюте. 13 ноября Хау произнёс в Палате общин речь, в которой разъяснил мотивы своей отставки, обвинив Тэтчер в том, что она подрывает усилия своих же министров, нацеленные на позитивное участие страны в европейских делах. Его речь способствовала консолидации противников Тэтчер в консервативной партии. Уход Хау из правительства предвосхитил отставку Тэтчер на три недели.
После ухода из Палаты общин (1992) королевой Елизаветой II ему был пожалован титул барона и он вошёл в состав Палаты лордов. Работал консультантом в ряде крупных международных компаний, в частности, — в американской юридической фирме Jones Day. Также с 1965 года был членом Метрической Ассоциации Великобритании, лоббистской группы, которая выступает за полное введение в Соединённом Королевстве метрической системы.
В мае 2015 года в соответствии с положениями Акта о реформе Палаты лордов 2014 года добровольно покинул её состав.

## Награды и звания
- Орден Кавалеров Почёта (1996 год).
- Орден «За заслуги» III степени (24 сентября 2001 года, Украина) — за весомый личный вклад в развитие украинского-британских двусторонних отношений[9].